# El viatge de Bu
El viatge de Bu (originalment en franès, L'Odyssée de Choum) és un curtmetratge animat francobelga de 2020, produït per Picolo Pictures escrit per Claire Paoletti i Julien Bisaro i dirigit per Julien Bisaro. S'ha doblat al català amb la distribució de Rita & Luca Films.

## Sinopsi
La petita òliba Bu acaba de sortir de l'ou i una tempesta l'empeny fora del niu. Corre amunt i avall pel manglar, empenyent el segon ou de la cria. Contra tot pronòstic, està decidida a trobar una mare, sigui un caiman o un os rentador.